# Huanglong Huinan
Huanglong Huinan (chiń. 黃龍慧南, pinyin Huánglóng Huìnán; kor. 황룡혜남 Hwangnyong Hyenam; jap. Ōryu Enan; wiet. Hoàng Long Huệ Nam; ur. 1002, zm. 1069) – chiński mistrz chan, założyciel szkoły huanglong, odgałęzienia szkoły linji.

## Życiorys
Pochodził z Xinzhou (na wschód od miasta Nanchang w prowincji Jiangxi).
Pierwszym nauczycielem Huanglonga był mistrz Letan Chenggong ze szkoły mistrza Yunmena Wenyana. Podczas podróży z mistrzem chan Yunfengiem dowiedział się od niego o mistrzu Shishuangu Chuyuanie. Udał się więc do niego, ale po drodze powiedziano mu, że mistrz już nie przyjmuje nowych uczniów więc udał się na górę Heng, gdzie rezydował mistrz chan Fuyuan Xian. Huanglong otrzymał pracę w sekretariacie klasztoru. Po śmierci mistrza Fuyuana nowym mistrzem klasztoru został Shishuang.
Nowemu mistrzowi nic się w klasztorze nie podobało i śmiał się ze wszystkiego. Huanglong był całkowicie rozczarowany manierami mistrza. Pewnego razu, gdy Huanglong był w pokoju mistrza, ten spytał go:
Chenggong studiował chan Yunmena, a więc musiał przewyższyć nauki Yunmena. Kiedy Yunmen wymierzył trzy uderzenia Donshanowi Shouchu, to czy Dongshan zniósł te uderzenia czy nie?
Hunaglong odparł Zniósł te uderzenia.
Shishuang powiedział mocno Od poranka do nocy sroki skrzeczą a kruki kraczą, wszystko to w odpowiedzi na uderzenia, które otrzymały.
Shishuang usiadł w pozycji medytacyjnej a Hunaglong zapalił kadzidełko i skłonił się przed mistrzem.
Później mistrz spytał Zhaozhou Congshen powiedział Sprawdzę za ciebie tę starą panią z góry Tai. Ale gdzie było to miejsce, gdzie on ją sprawdził?
Huanglong był cały spocony i nie mógł nic odpowiedzieć.
Następnego dnia Huanglong poszedł ponownie do pokoju mistrza. Shishuang beształ go bez przerwy. W końcu Huanglong powiedział Czy współczujące nauczanie jest przeklęte?
Shishuang krzyknął Spróbuj przeklnąć a zobaczysz!
Po tych słowach Huanglong osiągnął wielkie oświecenie. Napisał wtedy poniższy wiersz
| Wybitny mistrz Zhaozhou Miał swoje przyczyny aby sprawdzić tę starą panią. Teraz cztery morza są jak lustro, I pielgrzym przestał nienawidzić drogi. |

Huanglong jest twórcą odłamu szkoły linji – huanglong. Jej Dharmę przeniósł do Japonii Eisai Myōan. Niestety, mimo posiadania wielu wybitnych mistrzów, tradycja ta zaniknęła po kilku pokoleniach mistrzów zarówno w Chinach, jak i w Japonii.
Mistrz Huanglong jako jeden z pierwszych zastosował test gong’anowy dla sprawdzania swoich uczniów, zwany Trzema bramami Huanglonga
- 1. Każdy urodził się w jakimś miejscu. Gdzie jest miejsce twojego narodzenia?
- 2. W jaki sposób moja ręka jest jak ręka Buddy?
- 3. W jaki sposób moja stopa jest jak kopyto osła?

Pewnego dnia po mowie, którą wygłosił przed mnichami, powiedział wiersz
| Osiąganie nieosiągania, Przekazywanie nieprzekazywanie, Jak ktoś może mówić O powrocie do korzeni i osiągnięciu istoty? Wspominając dziury w jej starym domu, Do jakiego domu podróżuje panna młoda? |

Na drugi dzień w południe usiadł w pozycji medytacyjnej i zmarł.
Otrzymał pośmiertny tytuł Mistrz chan Powszechne Oświecenie.

## Linia przekazu Dharmy zen
Pierwsza liczba oznacza liczbę pokoleń mistrzów od 1 Patriarchy indyjskiego Mahakaśjapy.
Druga liczba oznacza liczbę pokoleń od 28/1 Bodhidharmy, 28 Patriarchy Indii i 1 Patriarchy Chin.
Trzecia liczba oznacza początek nowej linii przekazu w danym kraju.
- 38/11. Linji Yixuan (zm. 867) szkoła linji
  - 39/12. Xinghua Cunjiang (830–925)
    - 40/13. Nanyuan Huiyong (Paiying) (860–930)
      - 41/14. Fengxue Yanzhao (896–973)
        - 42/15. Shoushan Xingnian (926–993)
          - 43/16. Fenyang Shanzhao (947–1024)
            - 44/17. Ciming Chuyuan (Shishuang Chuyuan) (968–1039)
              - 45/18. Yangqi Fanghui (992–1049) szkoła yangqi
              - 45/18. Huanglong Huinan (1002–1069) szkoła huanglong
                - 46/19. Guishan Huaixiu (bd)
                - 46/19. Huilin Dexun (zm. 1107 lub 1110)
                - 46/19. Fuyan Cigan (bd) (Nanyue Cikan)?
                - 46/19. Xuefeng Daoyuan (bd)
                - 46/19. Yungai Shouzhi (1025–1115)
                - 46/19. Letan Kewen (1025–1102) (także Baofeng i Yun’an)
                  - 47/20. Juefan Huihong (1071–1128)
                  - 47/20. Doushuai Congyue (1044–1091)

                - 46/19. Zhaojue Changzong (1025–1091) (także jako Donglin)
                  - 47/20. Dongpo Jushi (1036–1101) (wybitny poeta, znany jako Su Dongpo)
                  - 47/20. Zhantang Wenzhun (1061/1066–1115)

                - 46/19. Baoben Huiyuan (1037–1091)
                - 46/19. Huitang Zuxin (1024–1100)
                  - 47/20. Huanglong Shixin (zm. 1139)
                  - 47/20. Sixin Wuxin (1044–1115)
                    - 48/21. Lingyuan Weiqing (zm. 1117)
                      - 49/22. Shouzhuo Changling (ok. 1060/1165-1130/1123)
                        - 50/23. Wushi Jiechen (ok. 1080–1150)
                          - 51/24. Xinwen Tanbi (ok. 1100–1170) (Tanfen?)
                            - 52/25. Xue’an Congjin (ok. 1115–1185)
                              - 53/26. Xu’an Huaichang (ok. 1125–1195)
                                - 54/27/1. Eisai Myōan (1141–1225) Japonia. Szkoła rinzai.